# Agnelli
Agnelli je priimek več znanih oseb:
- Gianni Agnelli (1921—2003), italijanski industrialec
- Giovanni Agnelli (1866—1945), ustanovitelj koncerna FIAT
- Susanna Agnelli (1922—2009), italijanska političarka
- Umberto Agnelli (1934—2004), italijanski industrialec in politik
- Ludovico Agnelli, italijanski rimskokatoliški nadškof
- Odoardo Agnelli, italijanski rimskokatoliški škof
- Scipione Agnelli, italijanski rimskokatoliški škof